# Saison 2005 de l'équipe cycliste Lampre-Caffita
L'Équipe cycliste Lampre-Caffita participait en 2005 au ProTour nouvellement créé.

## Effectif
| Cycliste                         | Date de naissance | Nationalité | Équipe 2004                        |
| -------------------------------- | ----------------- | ----------- | ---------------------------------- |
| Alessandro Ballan                | 06.11.1979        | Italie      |                                    |
| Daniele Bennati                  | 24.09.1980        | Italie      | Phonak                             |
| Giosuè Bonomi                    | 21.10.1978        | Italie      | Saeco                              |
| Gianluca Bortolami               | 28.08.1968        | Italie      |                                    |
| Salvatore Commesso               | 28.03.1975        | Italie      | Saeco                              |
| Damiano Cunego                   | 19.09.1981        | Italie      | Saeco                              |
| Giuliano Figueras                | 24.01.1976        | Italie      | Ceramiche Panaria                  |
| Paolo Fornaciari                 | 02.02.1971        | Italie      | Saeco                              |
| Enrico Franzoi                   | 08.08.1982        | Italie      | UC Trevignani (néo-pro)            |
| Juan Manuel Fuentes              | 07.04.1977        | Espagne     | Saeco                              |
| Gerrit Glomser                   | 01.04.1975        | Autriche    | Saeco                              |
| Oleksandr Kvachuk                | 23.07.1983        | Ukraine     |                                    |
| David Loosli                     | 08.05.1980        | Suisse      | Saeco                              |
| Marco Marzano                    | 10.06.1980        | Italie      | SC Ceramiche Pagnoncelli (néo-pro) |
| Samuele Marzoli                  | 01.03.1984        | Italie      |                                    |
| Andreas Matzbacher               | 07.01.1982        | Autriche    | Saeco                              |
| Eddy Mazzoleni                   | 29.07.1973        | Italie      | Saeco                              |
| Evgueni Petrov                   | 25.05.1978        | Russie      | Saeco                              |
| Dario Pieri                      | 01.09.1975        | Italie      | Saeco                              |
| Daniele Righi                    | 28.03.1976        | Italie      |                                    |
| Marius Sabaliauskas              | 15.11.1978        | Lituanie    | Saeco                              |
| Michele Scotto d'Abusco          | 05.03.1983        | Italie      |                                    |
| Gilberto Simoni                  | 25.08.1971        | Italie      | Saeco                              |
| Alessandro Spezialetti           | 14.01.1975        | Italie      | Saeco                              |
| Gorazd Štangelj                  | 27.01.1973        | Slovénie    | Saeco                              |
| Sylwester Szmyd                  | 02.03.1978        | Pologne     | Saeco                              |
| Andrea Tonti                     | 16.02.1976        | Italie      | Saeco                              |
| Francisco Javier Vila Errandonea | 11.10.1975        | Espagne     |                                    |

## Victoires
| Date       | Course                                | Pays      | Classe | Vainqueur         |
| ---------- | ------------------------------------- | --------- | ------ | ----------------- |
| 12/03/2005 | 5e étape de Paris-Nice                | France    | PT     | Gilberto Simoni   |
| 30/03/2005 | 1re étape des Trois Jours de La Panne | Allemagne | 2.HC   | Alessandro Ballan |
| 24/04/2005 | Tour des Apennins                     | Italie    | 1.1    | Gilberto Simoni   |
| 28/04/2005 | 3e étape du Tour de Romandie          | Suisse    | PT     | Damiano Cunego    |
| 01/05/2005 | Tour de Toscane                       | Italie    | 1.1    | Daniele Bennati   |
| 26/06/2005 | Championnat d'Autriche sur route      | Autriche  | CN     | Gerrit Glomser    |
| 06/08/2005 | 4e étape de l'Eneco Tour              | Belgique  | PT     | Alessandro Ballan |
| 17/08/2005 | 3e étape du Tour d'Allemagne          | Allemagne | PT     | Daniele Bennati   |
| 19/08/2005 | 5e étape de Tour d'Allemagne          | Allemagne | PT     | Daniele Bennati   |
| 20/08/2005 | Tour de Vénétie                       | Italie    | 1.HC   | Eddy Mazzoleni    |
| 23/08/2005 | 9e étape du Tour d'Allemagne          | Allemagne | PT     | Daniele Bennati   |
| 24/08/2005 | Grand Prix Nobili Rubinetterie        | Italie    | 1.1    | Damiano Cunego    |
| 01/09/2005 | Trophée Melinda                       | Espagne   | 1.1    | Damiano Cunego    |
| 13/09/2005 | 2e étape du Tour de Pologne           | Pologne   | PT     | Daniele Bennati   |
| 15/09/2005 | 4e étape du Tour de Pologne           | Pologne   | PT     | Daniele Bennati   |
| 08/10/2005 | Tour d'Émilie                         | Italie    | 1.HC   | Gilberto Simoni   |
| 23/10/2005 | Japan Cup                             | Japon     | 1.1    | Damiano Cunego    |

## Classement UCI ProTour

### Individuel
| Rang | Coureur            | Points |
| ---- | ------------------ | ------ |
| 12   | Gilberto Simoni    | 111    |
| 26   | Daniele Bennati    | 80     |
| 39   | Damiano Cunego     | 58     |
| 58   | Eddy Mazzoleni     | 38     |
| 94   | Alessandro Ballan  | 21     |
| 107  | Gorazd Štangelj    | 15     |
| 125  | Salvatore Commesso | 7      |

### Équipe
L'équipe Lampre-Caffita a terminé à la 16e place avec 211 points.